# Tithorea cuparina
Tithorea cuparina är en fjärilsart som beskrevs av Bates 1862. Tithorea cuparina ingår i släktet Tithorea och familjen praktfjärilar. Inga underarter finns listade i Catalogue of Life.